# Håvard Nordtveit
Håvard Nordtveit (sinh ngày 21 tháng 6 năm 1990) là tiền vệ người Na Uy hiện đang chơi cho 1899 Hoffenheim và Đội tuyển bóng đá quốc gia Na Uy.

## Thống kê sự nghiệp
Tính đến ngày 9 tháng 3 năm 2019 
| Câu lạc bộ               | Mùa giải                  | Giải đấu                  | Giải quốc nội | Giải quốc nội | Cúp quốc gia | Cúp quốc gia | Cúp liên đoàn | Cúp liên đoàn | Châu Âu | Châu Âu | Tổng cộng | Tổng cộng |
| Câu lạc bộ               | Mùa giải                  | Giải đấu                  | Trận          | Bàn           | Trận         | Bàn          | Trận          | Bàn           | Trận    | Bàn     | Trận      | Bàn       |
| ------------------------ | ------------------------- | ------------------------- | ------------- | ------------- | ------------ | ------------ | ------------- | ------------- | ------- | ------- | --------- | --------- |
| Haugesund                | 2006                      | First Division            | 1             | 0             | 0            | 0            | —             | —             | —       | —       | 1         | 0         |
| Haugesund                | 2007                      | First Division            | 9             | 0             | 2            | 1            | —             | —             | —       | —       | 11        | 1         |
| Haugesund                | Tổng cộng Haugesund       | Tổng cộng Haugesund       | 10            | 0             | 2            | 1            | —             | —             | —       | —       | 12        | 1         |
| Arsenal                  | 2007–08                   | Premier League            | 0             | 0             | 0            | 0            | 0             | 0             | 0       | 0       | 0         | 0         |
| Arsenal                  | 2008–09                   | Premier League            | 0             | 0             | 0            | 0            | 0             | 0             | 0       | 0       | 0         | 0         |
| Arsenal                  | Tổng cộng Arsenal         | Tổng cộng Arsenal         | 0             | 0             | 0            | 0            | 0             | 0             | 0       | 0       | 0         | 0         |
| Salamanca (mượn)         | 2008–09                   | Segunda División          | 3             | 0             | 0            | 0            | —             | —             | —       | —       | 3         | 0         |
| Lillestrøm (mượn)        | 2009                      | Tippeligaen               | 17            | 0             | 4            | 0            | —             | —             | —       | —       | 21        | 0         |
| Nürnberg (mượn)          | 2009–10                   | Bundesliga                | 19            | 0             | 1            | 0            | —             | —             | —       | —       | 20        | 0         |
| Borussia Mönchengladbach | 2010–11                   | Bundesliga                | 16            | 1             | 0            | 0            | —             | —             | —       | —       | 16        | 1         |
| Borussia Mönchengladbach | 2011–12                   | Bundesliga                | 31            | 1             | 5            | 0            | —             | —             | —       | —       | 36        | 1         |
| Borussia Mönchengladbach | 2012–13                   | Bundesliga                | 31            | 1             | 2            | 1            | —             | —             | 9       | 0       | 42        | 2         |
| Borussia Mönchengladbach | 2013–14                   | Bundesliga                | 21            | 1             | 0            | 0            | —             | —             | —       | —       | 21        | 1         |
| Borussia Mönchengladbach | 2014–15                   | Bundesliga                | 21            | 2             | 1            | 0            | —             | —             | 5       | 1       | 27        | 3         |
| Borussia Mönchengladbach | 2015–16                   | Bundesliga                | 31            | 4             | 2            | 0            | —             | —             | 6       | 0       | 39        | 4         |
| Borussia Mönchengladbach | Tổng cộng Mönchengladbach | Tổng cộng Mönchengladbach | 151           | 10            | 10           | 1            | —             | —             | 20      | 1       | 181       | 12        |
| West Ham United          | 2016–17                   | Premier League            | 16            | 0             | 1            | 0            | 1             | 0             | 3       | 0       | 21        | 0         |
| West Ham United          | Tổng cộng West Ham United | Tổng cộng West Ham United | 16            | 0             | 1            | 0            | 1             | 0             | 3       | 0       | 21        | 0         |
| Hoffenheim               | 2017–18                   | Bundesliga                | 15            | 0             | 1            | 0            | 0             | 0             | 7       | 0       | 23        | 0         |
| Hoffenheim               | 2018–19                   | Bundesliga                | 8             | 0             | 0            | 0            | 0             | 0             | 0       | 0       | 8         | 0         |
| Hoffenheim               | Tổng cộng Hoffenheim      | Tổng cộng Hoffenheim      | 23            | 0             | 1            | 0            | 0             | 0             | 7       | 0       | 31        | 0         |
| Fulham (mượn)            | 2018–19                   | Premier League            | 4             | 0             | 0            | 0            | 0             | 0             | –       | –       | 4         | 0         |
| Tổng cộng sự nghiệp      | Tổng cộng sự nghiệp       | Tổng cộng sự nghiệp       | 245           | 10            | 19           | 2            | 1             | 0             | 33      | 2       | 296       | 14        |

### Bàn thắng quốc tế
Bàn thắng và kết quả của Na Uy được để trước.
| #  | Ngày                 | Địa điểm                           | Đối thủ     | Bàn thắng | Kết quả | Giải đấu            |
| -- | -------------------- | ---------------------------------- | ----------- | --------- | ------- | ------------------- |
| 1. | 29 tháng 2 năm 2012  | Windsor Park, Belfast, Bắc Ireland | Bắc Ireland | 1–0       | 3–0     | Giao hữu            |
| 2. | 16 tháng 11 năm 2014 | Bakcell Arena, Baku, Azerbaijan    | Azerbaijan  | 1–0       | 1–0     | Vòng loại Euro 2016 |